# Monastero dell'Abbadia Nuova
Il monastero dell'Abbadia Nuova era un complesso religioso situato nel centro storico di Siena.
Si trovava in via Santa Chiara, nel terzo di San Martino, lungo la via dei Pispini, nota in precedenza come via dell'Abbadia Nuova. Della chiesa, distrutta nel 1944, rimangono solo pochi resti, mentre parte dell'ex convento è stato convertito in caserma militare.

## Storia
Il complesso monastico venne fondato dai vallombrosani alla fine del XII secolo, come convento dei Santi Giacomo e Filippo, presto noto come Abbadia Nuova. Il 17 settembre 1577 iniziò la ristrutturazione del convento, nel quale il 28 ottobre 1596 si insediarono le monache di Santa Chiara, che erano state costrette a lasciare il proprio monastero fuori porta Romana, occupato dalle truppe ispanico-fiorentine durante l'assedio del 1555. Il nuovo complesso prese il nome di convento di Santa Chiara, con l'antica dedicazione mantenuta per un altare della chiesa.
Il 22 luglio 1818 passò ai monaci olivetani e fu ribattezzato "ospizio di San Benedetto in Santa Chiara". Nel luglio 1866 anche gli olivetani lasciarono il monastero, il quale fu così definitivamente soppresso. Inizialmente venne prevista la trasformazione del complesso in carcere, ma fu poi riadattato a caserma militare nel 1872.
Il 2 luglio 1944 la chiesa fu completamente distrutta dai tedeschi in ritirata: delle strutture originarie rimangono il chiostro, alcuni muri e un basamento in pietra con lapide commemorativa.

## Descrizione
Originariamente, la chiesa presentava una facciata in laterizio su un basamento in pietra, caratterizzata da una grande apertura centrale e un interno suddiviso in tre navate, con otto pilastri e cinque altari. Con l'arrivo delle clarisse, che praticavano la clausura, furono apportate modifiche: dietro l'altare maggiore fu costruita una sezione separata, attualmente utilizzata come sala per i ricevimenti del Distretto Militare. Nel XIX secolo, anche il presbiterio fu ristrutturato, assumendo una disposizione a tre navate con quattro pilastri e tre altari. La facciata ha subito vari interventi di restauro tra la fine del Settecento e il Novecento: durante il periodo di gestione olivetana furono probabilmente aggiunte le finestre laterali all'occhio centrale.
Per quanto riguarda il convento, prima delle trasformazioni del XVI secolo, si sviluppava interamente sul lato destro della chiesa. La struttura che ospita la caserma, ricavata dal complesso del convento, presenta una struttura a ferro di cavallo, che delimita un piccolo cortile. La pianta di Francesco Vanni del 1595 indica che il chiostro e il pozzo centrale (del 1603) non erano ancora presenti all'epoca.